# Mehdí Bázargán
Mehdí Bázargán (persky مهدی بازرگان‎; 1. září 1907 Teherán – 20. ledna 1995 Curych) byl íránský učenec, akademik, dlouholetý prodemokratický aktivista a předseda íránské prozatímní vlády. Rúholláh Chomejní ho v únoru 1979 jmenoval předsedou vlády, čímž se stal prvním íránským premiérem po íránské islámské revoluci v roce 1979. V listopadu téhož roku na protest proti obsazení amerického velvyslanectví a jako uznání toho, že jeho vláda selhala při jeho odvrácení, rezignoval na svou funkci.

## Raný život a vzdělání
Narodil se 1. září 1907 v ázerbájdžánské rodině v Teheránu. Jeho otec, Hadždž Abbásqolí Tabrízí (zemřel v roce 1954), byl obchodník a náboženský aktivista v ceších.
V době vlády Rezy Šáha odjel do Francie, kde získal vysokoškolské vzdělání díky íránskému vládnímu stipendiu. Navštěvoval lyceum Georgese Clemenceaua v Nantes a byl spolužákem Abdolláha Ríázího. Poté studoval termodynamiku a inženýrství na École Centrale des Arts et Manufactures (nyní École Centrale Paris).
Po návratu do Íránu byl povolán k branné povinnosti a sloužil v letech 1935–1937. Podle Houchanga Chehabiho měl Bazargan nejprve za úkol přenášet kamínky v kasárnách, ale pak byl převelen k překládání technických článků z francouzštiny.

## Kariéra

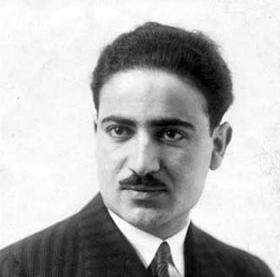
Bázargán v mládí

Bázargán skládá přísahu jako předseda vlády v nepřítomnosti parlamentu

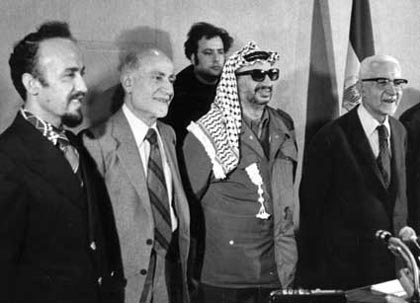
Bázargán s Jásirem Arafatem

Po ukončení studií se koncem 40. let stal vedoucím první katedry strojírenství na Teheránské univerzitě. V 50. letech byl náměstkem ministra ve vládě Muhammada Mosaddeka. Za vlády premiéra Muhammada Mosaddeka působil jako generální ředitel Národní íránské ropné společnosti.
V roce 1961 spoluzaložil Hnutí za svobodu Íránu, stranu, která se svým programem podobala Mosaddekově Národní frontě. Přestože uznával šáha Muhammada Rezu Pahlavího jako legitimní hlavu státu, byl několikrát z politických důvodů uvězněn.

### Íránská islámská revoluce
Dne 4. února 1979 byl Rúholláhem Chomejním jmenován íránským premiérem. Byl považován za jednoho z demokratických a liberálních vůdců revoluce, který se v průběhu revoluce dostal do konfliktu s radikálnějšími náboženskými vůdci – včetně samotného Chomejního. Ačkoli byl zbožný, zpočátku zpochybňoval název Islámská republika a chtěl Islámskou demokratickou republiku. Byl také zastáncem původního (neteokratického) návrhu revoluční ústavy a vystupoval proti Shromáždění pro závěrečné přezkoumání ústavy a jimi sepsané ústavě, která byla nakonec přijata jako íránská ústava. Když viděl, že jeho vláda nemá dostatečnou moc, podal v březnu 1979 Chomejnímu demisi. Chomejní jeho rezignaci nepřijal a v dubnu 1979 prý on i členové jeho kabinetu unikli pokusu o atentát.
Po přepadení amerického velvyslanectví a únosu rukojmí odstoupil 4. listopadu 1979 spolu se svou vládou. Jeho rezignace byla považována za protest proti únosu rukojmích a za uznání neschopnosti jeho vlády osvobodit rukojmí.

Pokračoval v politice jako člen prvního parlamentu nově vzniklé Islámské republiky. Otevřeně vystupoval proti íránské kulturní revoluci a nadále prosazoval občanskou vládu a demokracii. V listopadu 1982 vyjádřil v otevřeném dopise tehdejšímu předsedovi parlamentu Akbarovi Hášemí Rafsandžánímu svou frustraci ze směru, kterým se islámská revoluce ubírala.
Vláda vytvořila atmosféru teroru, strachu, pomsty a národního rozkladu. Co udělala vládnoucí elita za téměř čtyři roky kromě toho, že přinesla smrt a zkázu, naplnila věznice a hřbitovy ve všech městech, vytvořila dlouhé fronty, nedostatek, vysoké ceny, nezaměstnanost, chudobu, bezdomovce, opakující se hesla a temnou budoucnost?
Jeho poslanecký mandát trval do roku 1984. Během svého mandátu působil jako zákonodárce Hnutí za svobodu Íránu, které založil v roce 1961 a které bylo v roce 1990 zrušeno. V roce 1985 Rada dohlížitelů zamítla Bázargánovu žádost o kandidaturu na prezidenta.

### Názory
Je uznávanou osobností mezi moderními muslimskými mysliteli, známý jako představitel liberálně-demokratického islámského myšlení a myslitel, který zdůrazňoval nutnost ústavní a demokratické politiky. Bezprostředně po revoluci stál v čele frakce, která se postavila proti Revoluční radě ovládané Islámskou republikánskou stranou a osobnostmi, jako byl Muhammad Beheští. Stavěl se proti pokračování irácko-íránské válce a proti zapojení islamistů do všech aspektů politiky, hospodářství a společnosti. V důsledku toho čelil v Íránu pronásledování ze strany militantů a mladých revolucionářů.

### Útoky
Za vlády dynastie Pahlaví byl jeho dům v Teheránu 8. dubna 1978 vybombardován. K odpovědnosti za bombový útok se přihlásila organizace, která byla údajně financovaná státem.

### Zákony sociální evoluce
V knize, kterou napsal ve vězení, se snažil ukázat, že náboženství a uctívání jsou vedlejším produktem evoluce, jak ji vysvětlil anglický přírodovědec Charles Darwin ve své knize O původu druhů (1859), a že skutečné zákony společnosti jsou založeny na termodynamických zákonech.

## Smrt
Zemřel 20. ledna 1995 ve Švýcarsku na infarkt. Zemřel v nemocnici v Curychu poté, co zkolaboval na letišti. Cestoval do Spojených států na operaci srdce.

## Osobní život
V roce 1939 se oženil s Malak Tabátabáj. Měli pět dětí, dva syny a tři dcery.